# 懸鉤子輪盾介殼蟲
懸鉤子輪盾介殼蟲（学名：Aulacaspis saigusai）为盾介殼蟲科輪盾介殼蟲屬下的一个种。